# 嫩江市
嫩江市（のんこう-し）は中華人民共和国黒竜江省黒河市に位置する県級市。市人民政府の所在地は嫩江鎮。

## 地理
アムール川（黒竜江）水系の支流の一つ、甘河が流れる。

## 歴史
1908年（光緒34年）、清朝により設置された嫩江府を前身とする。中華民国が成立すると1913年（民国2年）に嫩江県と改編された。
2019年7月12日に県級市に昇格し現在に至る。

## 行政区画
9鎮、5郷を管轄：
- 鎮：嫩江鎮、伊拉哈鎮、双山鎮、多宝山鎮、海江鎮、前進鎮、長福鎮、科洛鎮、霍竜門鎮
- 郷：臨江郷、聯興郷、白雲郷、塔渓郷、長江郷

## 交通

### 鉄道
- 中国国家鉄路集団
  - 中国鉄路ハルビン局集団公司
    - 富西線（チチハル方面）- 伊拉哈駅（中国語版） - 九三駅（中国語版） - 彎道駅（中国語版） - 鶴山駅（中国語版） - 新高峰駅（中国語版） - 新彦駅（中国語版） - 嫩江駅 -（ジャグダチ方面）

### 道路
- 高速道路
  - 嫩泰高速道路
- 国道
  -  G111国道

## 健康・医療・衛生
- 嫩江市人民医院